# وبائيات الدواء
وبائيات الدواء هو العلم الذي يدرس استعمالات الأدوية وآثارها في مجتمع سكاني واضح المعالم.
لتحقيق هذا الهدف، تستعير وبائيات الدواء من علم الأدوية ومن الوبائيات. ولذلك فإن وبائيات الدواء هي الجسر الرابط بين علم الأدوية والوبائيات. علم الأدوية يدرس آثار الأدوية، وعلم الأدوية السريري يدرس آثار الأدوية على البشر سريريًا، ويقدم علم الأدوية السريري تقييمًا للمخاطر والفوائد المترتبة على استعمال المرضى للأدوية عبر:
- إجراء الدراسات اللازمة لتقديم تقدير لاحتمال الآثار المفيدة على السكان،
- أو تقييم احتمال الآثار السلبية على السكان.

يمكن أن تفيد منهجيات الدراسات الوبائية من عوامل أخرى.
يمكن إذن تعريف وبائيات الدواء أيضًا على أنها التطبيق الشفاف للطرق الوبائية من خلال العلاج الدوائي للأمراض بهدف فهم الأمراض المعالجة فهمًا أفضل.
الوبائيات هي دراسة التوزيع والمُحدِّدات الخاصة بالأمراض والحالات الصحية الأخرى في المجتمعات. ويمكن تقسيم الدراسات الوبائية إلى نوعين رئيسين:
1. الوبائيات الوصفية التي تصف المرض و/أو التعرض ويمكن أن تحسب المعدلات، مثل: معدل الوقوع، ومعدل الانتشار، لكن هذه الدراسات الوصفية لا تستعمل مجموعات مرجعية وبوسعها أن تولّد الفرضيات لا أن تختبرها. وبشكل عام فإن دراسات استعمال الأدوية تندرج تحت إطار الدراسات الوصفية.
2. الوبائيات التحليلية وتتضمن نوعين من الدراسات هي: الدراسات بالملاحظة مثل دراسة الحالات والشواهد (case-control) ودراسات الأتراب (cohort)، والدراسات التجريبية التي تشمل التجارب السريرية أو التجارب السريرية المختارة عشوائيًا. تقارن الدراسات التحليلية بين مجموعة معرّضة وأخرى مرجعية وتصمم عادةً لتكون اختبارًا للفرضية.

تستفيد وبائيات الدواء من المنهجية التي طوّرت في الوبائيات العامة وربما تطوّرها أكثر لفائدة التطبيقات المنهجية الخاصة بحاجات وبائيات الدواء. كما توجد بعض المناطق التي تنفرد بها وبائيات الدواء، مثل: التيقظ الدوائي، وهو نوع من المراقبة المستمرة للآثار غير المرغوب فيها وجوانب أمان أخرى متعلقة بالأدوية الواقعة أصلًا في أسواق تكاملية نامية. يشير التيقظ الدوائي فعليًا بشكل حصري إلى أنظمة الإبلاغ الذاتي التي تسمح للعاملين في الرعاية الصحية ومن سواهم بإبلاغ الجهة المسؤولة عن التفاعلات الدوائية الضارة، ثم تدمج الجهة المسؤولة البلاغات من مصادر مختلفة لإنتاج ملفات أثرى بمعلومات المنتجات الدوائية مما يمكن إنتاجه من بلاغات أقل.